# Mazuchy
Mazuchy (deutsch Masuchen, 1938 bis 1945 Finkenwalde) ist ein verlassener Ort in der polnischen Woiwodschaft Ermland-Masuren. Seine Ortsstelle liegt im Gebiet der Gmina Purda (Landgemeinde Groß Purden) im Powiat Olsztyński (Kreis Allenstein).

## Geographische Lage
Die Ortsstelle Mazuchy liegt im Westen der Woiwodschaft Ermland-Masuren, 14 Kilometer südöstlich der Kreis- und Woiwodschaftshauptstadt Olsztyn (deutsch Allenstein).

## Geschichte
Die einstige Försterei Masuchen im ostpreußischen Kreis Allenstein gehörte zum Staatsforst Purden und mag aus einem Gasthaus hervorgegangen sein, das um 1680 in Klein Trinkhaus (polnisch Trękusek) „drei Kilometer vom Ort entfernt an der Straße nach Ortelsburg“ gelegen hat. Im Jahre 1820 wurde „die Königliche Unterförsterei im Königlichen Amt Allenstein“ mit einer Feuerstelle bei vier Einwohnern erwähnt. Eine Volkszählung am 3. Dezember 1861 erbrachte für das „Königliche Forstetablissement“ sechs Einwohner bei einem Wohngebäude, eine weitere am 1. Dezember 1905 fünf Einwohner und ein Wohngebäude.
Bis 1929 war das Forsthaus Masuchen ein Wohnplatz innerhalb des Gutsbezirks Oberförsterei Purden (polnisch Purda Leśna) im gleichnamigen Amtsbezirk, bevor es am 30. September 1929 nach Alt Mertinsdorf (1939 bis 1945 Alt Märtinsdorf, polnisch Marcinkowo) eingemeindet wurde. Aus politisch-ideologischen Gründen der Abwehr fremdländisch klingender Ortsnamen wurde Masuchen am 3. Juni – amtlich bestätigt am 16. Juli – 1938 in „Finkenwalde“ umbenannt.
Als im Jahre 1945 in Kriegsfolge das gesamte südliche Ostpreußen an Polen fiel, war auch Finkenwalde davon betroffen. Der Ort erhielt die polnisch Namensform „Mazuchy“, findet in den Nachkriegsjahren keine offizielle Erwähnung mehr und gilt als untergegangener Ort. Seine Ortsstelle liegt im Bereich der Landgemeinde Purda (Groß Purden) im Powiat Olsztyn (Kreis Allenstein).

## Kirche
Bis 1945 war Masuchen resp. Finkenwalde in die evangelische Kirche Neu Bartelsdorf (polnisch Nowa Wieś)in der Kirchenprovinz Ostpreußen der Kirche der Altpreußischen Union sowie in die römisch-katholische Erzengel-Michael-Kirche in Groß Purden im Bistum Ermland eingepfarrt.

## Verkehr
Die Ortsstelle Mazuchy liegt an der polnischen Landesstraße 53 (einstige deutsche Reichsstraße 134) nördlich der Einmündung einer von Marcinkowo kommenden Nebenstraße.